# فيريثراجنا
فيرثراجنا (بالافستية: 𐭅𐭓𐭉𐭇𐭓𐭌، بالإنجليزية: Verethragna) هو إله أو رب النصر الفارسي وتشخيص النصر العدواني. وهو رب نار فراهران، النار المقدسة أكثر من أي نار أخرى. حيث إنها جمع لست عشرة نارًا، معظمها ينتمي إلى أولئك الذين يعملون في تجارة المعادن. وهو يعاقب على فعل الشر سواء من الإنسان أو الشيطان. ويظهر هذا الرب الفارسي في عدة أشكال: كدب وطائر من الطيور الجارحة وثور وجمل وشاب ومحارب بسيف ذهبي. وقد صار ظهوره على هيئة طائر أو دب أكثر شعبية بشكل خاص. وقد كرس لذكراه اليوم الثاني عشر من كل شهر.

## اشتقاق الاسم
جاء اسم فيرثراجنا من الاسم المحايد الأفستي «فريرثرا»، والذي يعني «عقبة أو عائقًا»، ومن «فيرثراغنن» الذي يعني «المنتصر». يمثل الإله فيرثراجنا هذا المفهوم، وهو تشخيص لمعنى كلمة «النصر»، و«بصفته الإله المانح للنصر، حيث تمتع فيرثراجنا بشعبية كبيرة قديما.»
إنَّ الاسم، إلى حد ما، والإله نفسه كانا قد اقترضا من إله النار والرعد والحرب الذي يُعبد في أرمينيا القديمة «فاهاغن» وفيرام. وفي حين أن شكل فيرثراجنا معقد للغاية، فقد تم أيضًا رسم أوجه تشابه بينه وبين عدة آلهة فهو يقابل كل من فيشنو البوراني، ومانوشيان أداماس، والكلداني/البابلي نرغال، والمصري حورس، والهيلينية آريس وهيراكليس.

## في الثقافة والتقاليد

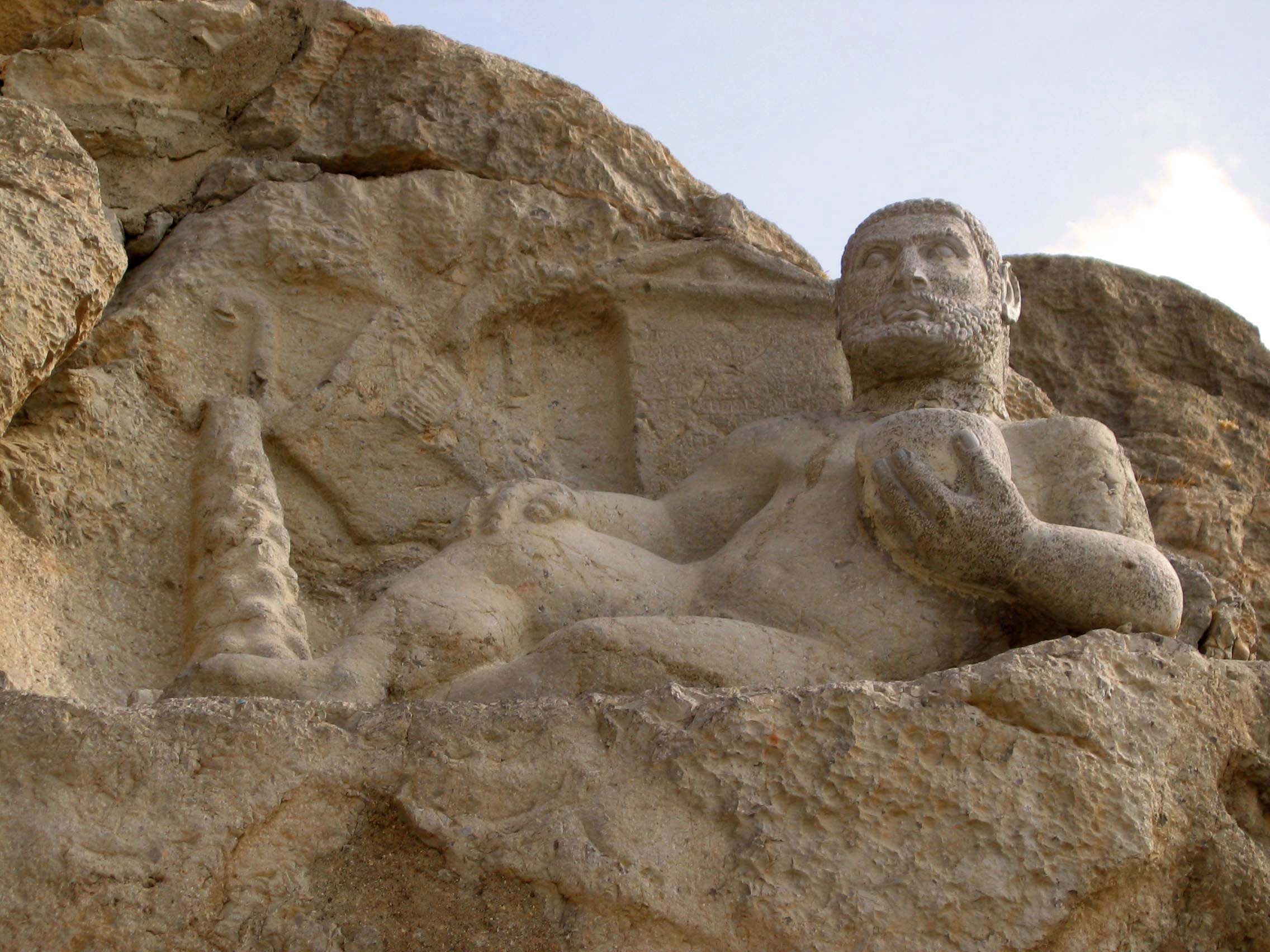
تمثال هرقل في بهيستون، مكرس باسم هيراكليس كالينيكوس من قبل حاكم السلوقي في عام 148 قبل الميلاد. وقد فسر البعض ذلك على أنه تصوير من العصر الهلنستي لفيرثراجنا على أنه هيراكليس. كرمنشاه، إيران.

### التسلسل الهرمي الزرادشتي
في التسلسل الهرمي للآلهة الزرادشتية، بهرام هو مساعد لآشا فاهشتا، أميشا سبينتا المسؤولة عن النجوم. في التقويم الزرادشتي الذي تم وضعه خلال العصر الأخميني المتأخر (648-330 قبل الميلاد)، خُصص اليوم العشرين من الشهر لبهرام (سيروزا 1.20).
في النصوص الفارسية الوسطى في وقت لاحق يتم تبجيل بهرام بشكل خاص كواحد من الأميشا سبونداس، مما يعطيه فعليا مرتبة عالية لنجاحه في قيادة أنجرا ماينيو.

### كاسم كوكب
في الإصلاحات الفلكية والتقويمية الخاصة بالإمبراطورية الساسانية (224-651 م)، سُمي كوكب المريخ بهرام. يعزو زاهنر هذا إلى التأثيرات التوفيقية للنظام الكلداني النجمي اللاهوتي، حيث أن البابلي نيرجال هو إله الحرب واسم الكوكب الأحمر.

### كاسم الملوك
بهرام هو اسم ستة ملوك ساسانيين:

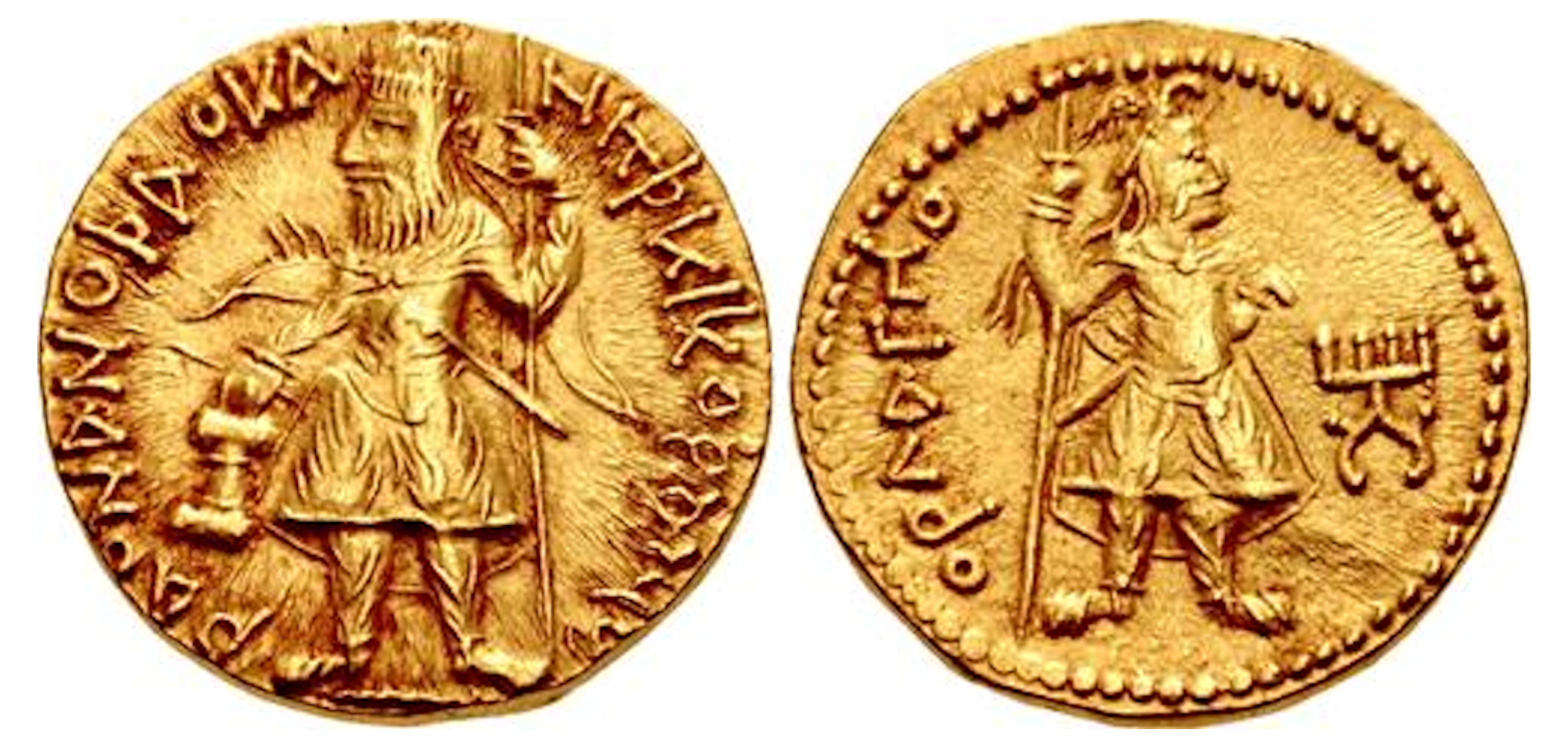
حاكم كوشان كانيشكا الأول مع الإله أورلاجنو (فيرثراجنا).

- بهرام الأول، 271-274. ابن وخليفة شابور الأول
- بهرام الثاني، 274-293. ابن وخليفة بهرام الأول
- بهرام الثالث، 293. ابن وخليفة بهرام الثاني
- بهرام الرابع، 388-399. ابن وخليفة شابور الثالث
- بهرام الخامس، 420-438. ابن وخليفة يزدجرد الأول
- بهرام شوبين، 590 - 591. خليفة هرمزد الرابع